# Вязовка (Пензенский район)
Вя́зовка — село в Пензенском районе Пензенской области России. Входит в состав Богословского сельсовета.

## История
В 1960 году указом Президиума Верховного Совета РСФСР селу Дурасовка присвоено наименование Вязовка.

## Население
| 1747  | 1782 | 1864  | 1877  | 1897  | 1912  | 1926  |
| ----- | ---- | ----- | ----- | ----- | ----- | ----- |
| 150   | ↗687 | ↗1077 | ↗1330 | ↗1430 | ↗1886 | ↗2286 |
| 1930  | 1959 | 1979  | 1989  | 1996  | 2002  | 2010  |
| ↘1902 | ↘873 | ↘241  | ↘139  | ↘98   | ↗106  | ↘55   |

## Известные уроженцы
- Бубнов, Николай Матвеевич (1904—1943) — советский военачальник, полковник, Герой Советского Союза.